# Mitte-West (Zwickau)
Mitte-West (historische Westvorstadt) ist ein Stadtteil von Zwickau mit der amtlichen Nummer 13 im Stadtbezirk Mitte. Der Stadtteil beherbergt den Hauptbahnhof Zwickau, den Schwanenteichpark und das Robert-Schumann-Konservatorium.

## Geographie
Im Westen des Stadtteils befindet sich der Hauptbahnhof mit dem Bahnhofsvorplatz, im Osten die Markthalle und die ehemalige Zentralhaltestelle, die seit 2025 abgerissen wird. Im Süden befinden sich Reichenbacher Straße und Schwanenteichpark und im Norden das Robert-Schumann-Konservatorium.

## Geschichte
Auf dem Gebiet des heutigen Stadtteils hat Martin Römer 1477 den Schwanenteich angelegt. 1836 wurde dort das Schwanenschloss gebaut, das 1993 abgerissen wurde.
Am 18. September 1845 wurde der Bahnhof eröffnet.
Am 6. Mai 1894 fuhr die erste Straßenbahn vom Bahnhofsvorplatz zum Hauptmarkt.
Die Lutherkirche wurde von 1902 bis 1906 gebaut.